# Дангауэровка
Данга́уэровка (также Данга́уэровская слобода́) — микрорайон в Москве на территории Лефортово, образованный как рабочий посёлок («соцгородок») в 1928—1932 годах по проекту архитекторов Михаила Мотылёва, В. Вегнера, Бориса Блохина, Евгения Шервинского, Николая Молокова, Ивана Звездина, Даниила Фридмана. Застроен домами, выполненными в стиле конструктивизма. В эти годы были сооружены 24 пятиэтажных корпуса.
Микрорайон находится в районе современной Авиамоторной улицы и линии Казанского направления Московской железной дороги. Он получил название от бывшего рабочего посёлка, возникшего во второй половине XIX века, после постройки котельного и литейного завода Дангауэра и Кайзера (в настоящее время завод «Компрессор»). С 1917 года посёлок входит в черту города Москвы.

## История

### Возникновение слободы
Даунгауэровская слобода возникла в 1869 году, когда немецкие коммерсанты Генрих Карл (Андрей Карлович) Дангауэр и Христиан Вильгельм (Василий Васильевич) Кайзер выкупили здесь землю для размещения мощностей котельно-литейного «Товарищества Дангауэра и Кайзера». После революции 1917 года завод был переименован в «Котлоаппарат», а с 1931-го носит название «Компрессор». В этот период слобода включала в себя около 20 рабочих посёлков, а вся местность получила название Дангауэровская слободка, или просто Дангауэровка. В XIX веке Дангауэровка представляла собой неблагоустроенную окраину Москвы с простыми строениями без водопровода, мостовых и освещения. Слева от Дангауэровской слободы проходил Владимирский тракт — кандальная Владимирка, по которому ссыльных вели на каторгу из Москвы в Сибирь. Сейчас на его основе выстроена федеральная трасса М-7, а часть Владимировского тракта в пределах Дангауэровки в 1919 году по инициативе Анатолия Луначарского переименована в шоссе Энтузиастов.

Здесь, в пыли и унынии, кончался город. Кривая, угрюмая улица лениво всползала на бугор и упиралась в шлагбаум. Полосатое бревно со скрипом ворочалось на ржавом шкворне, пропуская телеги. Дальше, теряясь в Измайловском лесу, простиралась кандальная Владимирка, арестантский тракт из Москвы в Сибирь.
У Горбатого моста, слева от Дангауэровской слободы, ссыльные прощались с жёнами. По обе стороны дороги стояли заплаканные женщины с узелками в руках. Конвойные гнали партию дальше, и, оглядываясь в последний раз, арестанты видели тоскливое, гнетущее сердце убожество Дангауэровской слободы, её сгорбленные хибарки, кособокие заборы, непросыхающие лужи и босоногих зачумленных ребят, высыпавших на дорогу. Это прощальное видение города оставалось в душе горьким воспоминанием. Казалось, заодно с жёнами неутешно горюет каждая улочка московской рабочей окраины, провожая на каторгу своих сынов. Город недружелюбно поглядывал на окраину, отгородившись от рабочей слободы Старообрядческими, Бобылевскими, Вдовьими переулками, выставив, как заслон, купола церквей и непролазную грязь немощёных тротуаров. Город тяготился своей ненадёжной окраиной. Но обойтись без неё нельзя было. В цехах Гужона и Дангауэра надо же было кому-нибудь гнуть спину. И как бы вымещая свою злобу, свою ненависть к рабочей окраине, купецко-дворянский город оставил её без уличного освещения, без воды, без мостовых — в грязи и мраке.

Дангауэровцы не заставили себя ждать в 1917 году, когда завязался бой с юнкерами и полицейскими у Рогожской заставы и на Яузском мосту. Многие дангауэровцы ушли воевать с белыми, многие переехали потом в освободившиеся от «хозяев» города квартиры Садового и Бульварного кольца. Но куда больше обитателей Дангауэровки, не покидая своей слободы, зажили в просторных, благоустроенных квартирах многоэтажных домов, поднявшихся на месте слободских избушек.— А. Логинов и П. Лопатин «Москва на стройке»
Численность рабочих быстро росла и уже к 1916 году в производстве котлов и паровых машин были заняты 615 человек. Также количество жителей слободы увеличивалось и за счёт подселения рабочих стального производства «Гужон» (с 1922 года завод «Серп и молот») и кабельного «Товарищества для эксплуатации электричества „М. М. Подобедов и Ко“» (на его базе в 1933-м появился «Москабель»). Все они вместе с семьями размещались в одноэтажных домиках по соседству с заводом. В 1918 году дангауэровскогое предприятие было национализировано, ненадолго переименовано в «Котлоаппарат» и переориентировано на выпуск холодильных установок по немецким чертежам. За прилегающий микрорайон всерьёз взялись лишь в середине 1920-х годов.

### «Соцгородок» 1920-х годов

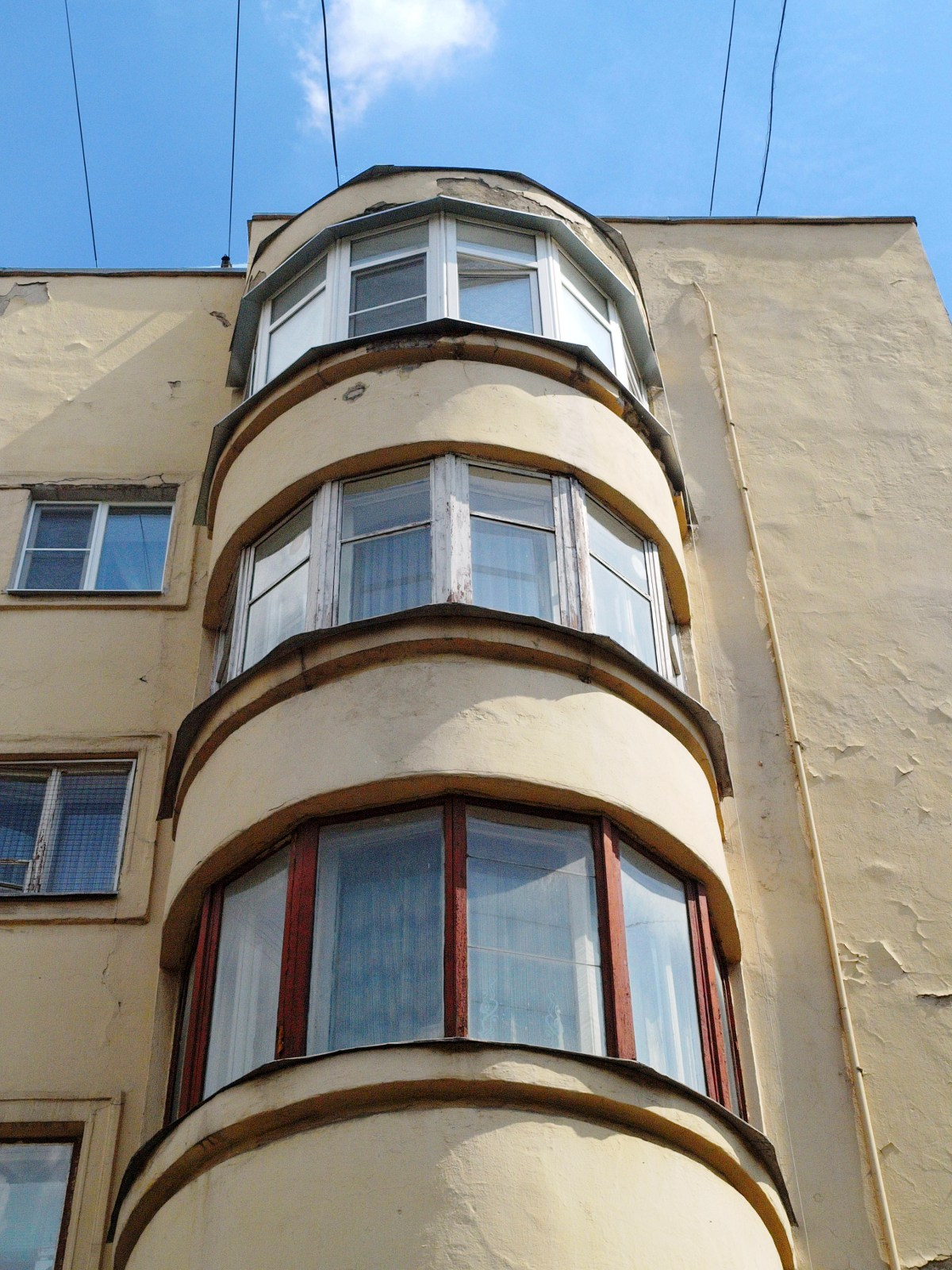
Дом 22/12 по улице Авиамоторной

Рабочие Дангауэровки жили в обычных для того времени деревянных бараках, но такой жилой фонд быстро ветшал. В 20-х годах XX века стало очевидным, что вместо бараков необходимо построить современное благоустроенное жильё. В 1927—1928 годах появился проект постройки на месте старой Дангауэровки нового, показательного рабочего посёлка, так называемого «соцгородка». Проект был выполнен трестом «Мосстрой». Генеральный план посёлка проектировался архитекторами Михаилом Мотылевым, В. Вегнером, Борисом Блохиным, Евгением Шервинским, Николаем Молоковым, Иваном Звездиным. Посёлок был рассчитан на 45 тыс. человек, планировочная площадь территории составляла около 50 га. Михаил Мотылёв, являвшийся в 1920-е годы главным архитектором Сокольнического строительного бюро (Сокстрой), проектировал здания в стиле авангард, используя соединения типовых секций жилых уникальными угловыми элементами.
Центральной улицей обновлённого района выбрали Первую Синичкину, позднее переименованную в Авиамоторную. Одним из первых домов, появившихся на ней, был П-образный пятиэтажный дом № 49. Примерно в это же время в Дангауэровке был построен дом № 28 на шоссе Энтузиастов. Здание клуба «Пролетарий», позже получившего титул дома культуры завода «Компрессор», было построено в 1927—1929 годах архитектором Владимиром Владимирским. Meduza пишет об этом клубе: «Здание разделено на два объёма: башню клубного корпуса с вертикальными лентами остекления и врезками балконов и невысокий, но обширный театральный зал, рассчитанный на 850 человек. Стена задней части зала должна была в тёплое время раздвигаться, чтобы сцена могла использоваться для летнего театра в парке». Внутренним убранством ДК занялись члены Ассоциации художников революционной России — Яков Цирельсон, Давид Мирлас, Лев Вязьменский, Федор Невежин и Тарас Гапоненко. Члены ассоциации взяли шефство над клубом и посещавшими его рабочими. С середины 1990-х годов здание сдаётся в наём коммерческим предприятиям. По данным 2013 года, в бывшем доме культуры располагался магазин мебели.
Из запланированных четырёх П-образных домов по проекту 1927—1928 годов было построено только два, выполненных в стиле архитектуры конструктивизма. Один из них — «Дом ударников» заводов «Котлоаппарат» и «Парижская Коммуна» (№ 22 по Авиамоторной улице; 1930—1934), созданный по проекту архитектора Николая Молокова. Он состоит из корпусов, поставленных в двух направлениях, со срезанным под 45 градусов углом, украшенным треугольными балконами. Карнизы в нижней части балконов утрированы повторными тягами, под которыми есть квадратные отверстия водостоков, отчего эти формы напоминают классический карниз с «сухариками», но решённый в преувеличенном масштабе. Здание Молокова отличается также лоджиями с круглыми колоннами.
В 1929 году были построены два здания, спроектированные как жилые дома: № 28 по Авиамоторной улице и № 2 по 3-й Кабельной. Это были два одинаковых тринадцатиподъездных дома из пяти секций, высотой в пять-семь этажей S-образной формы — редкий образец «советского ар-деко». Они образовали квадратный двор, в котором сохранился поставленный при строительстве памятник Владимиру Ленину. Дома предназначались для американских специалистов, приглашённых для модернизации завода «Рускабель» и презентации опыта ускоренного строительства. Однако они проживали в домах недолго, позже в квартиры заселили семьи рабочих.
Вместо ряда запроектированных жилых домов в Дангауэровке возвели очередную школу (типовой проект Даниила Фридмана), детский сад (не сохранился), а также здание школы НКВД, где после войны размещалась Школа конной милиции. Также на берегу Водоотводного канала существует «экспериментальная подмосковная школа» (как она называлась по проекту) Ивана Звездина — «школьный комбинат» на 600 человек с большими круглыми окнами по бокам и вытянутой лоджией. Этот школьный комплекс состоит из основного учебного корпуса и пристройки-спортзала.
По другую сторону от Авиамоторной улицы сохранились два квартала того же времени, а за ними разбит парк. Дома занимают асимметричный участок, выходящий к железной дороге, и лишены какого-либо декора. Выделяются только их повышенные углы с балконами.
Монументальный дом № 5 по улице Пруд-Ключики, отгораживающий треугольный двор, выстроен нетипично: вместо одной угловой секции, срезанной под 45 градусов, в этом здании сделано два таких повышенных элемента. Один из этих домов (№ 3 по улице Пруд-Ключики) также надолго был заселён американскими специалистами, имел высокую проездную арку и балконы с глухими парапетами на углах. Этот дом можно встретить фильме Марлена Хуциева «Мне двадцать лет» (переименованный в «Застава Ильича»), в котором «жил» главный герой.
Первый квартал Дангауэровки был застроен шестью домами, вытянутыми с севера на юг (их сохранилось пять), а также нескольким односекционными корпусами, изолирующими дворы от шоссе, и ещё двумя Г-образными домами, фланкирующими южный выезд из квартала своими башенными угловыми секциями.
К началу 1930-х годов рядом с дореволюционным заводом Дангауэра и Кайзера уже были выстроены четыре больших квартала. Данная жилая застройка считается лучшим произведением архитектора Михаила Мотылёва. При полной реализации генерального плана 1927—1928 годов здесь был бы самый большой жилой комплекс Москвы.

### Электрогородок 1931 года
В 1931 году, когда была реализована лишь незначительная часть запроектированной Дангауэровки, появился проект создания рядом с посёлком огромного Электрогородка — промышленной зоны, где должны были расположиться предприятия, связанные с энергетикой. По новому проекту территория этого городка занимала большую часть территории, изначально выделенной под рабочий посёлок.
Прямоугольные корпуса предполагалось построить параллельно Авиамоторной улице, но уже при сооружении трёх из них от строительства Электрогородка отказались. Позже территория между Авиамоторной улицей и Малым кольцом Московской железной дороги была застроена промышленными предприятиями вместо жилых домов, проектируемых трестом Мотылёва в 1927—1928 годах. Оставшееся пространство уплотнили в конце 1930-х пятиэтажными кирпичными домами по типовым проектам, которые в народе называли «сталинками».

### Расширение квартала

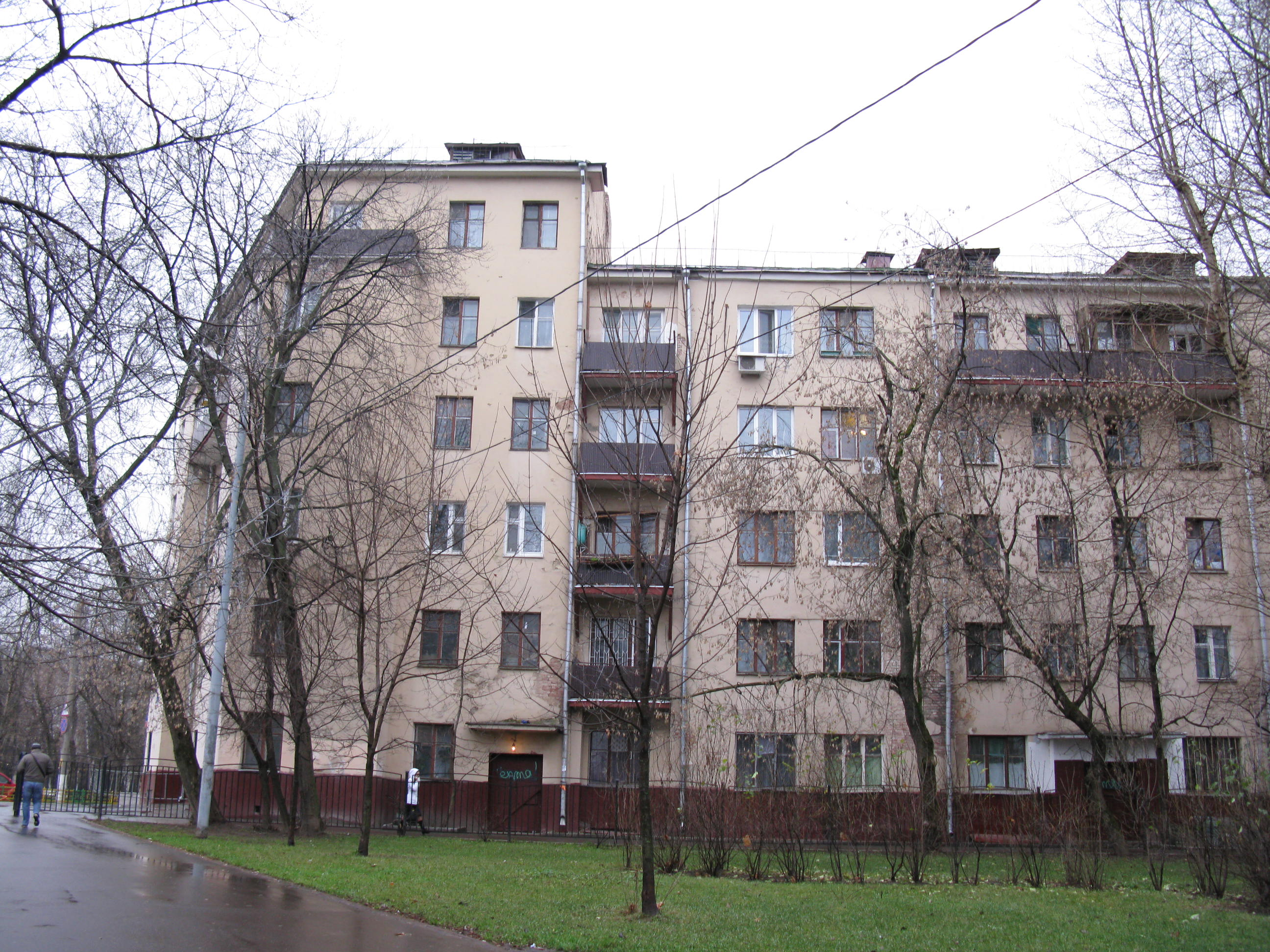
Жилой дом на улице Пруд Ключики, 5

В 1928—1932 годах были выстроены жилые кварталы «Дангауэровская слобода» в районе шоссе Энтузиастов и Авиамоторной улицы на месте трущоб. Мотылёв предусмотрел продуманную систему бытового и социального обслуживания: детские сады, школы, столовая, клуб, магазины, бани, пожарное депо. Весь комплекс был хорошо озеленён. В его проектировании принимали участие Борис Блохин, Иван Звездин, Николай Молоков, Евгений Шервинский, Даниил Фридман и другие архитекторы.
В 1931 году архитектором Фридманом была построена школа на улице Авиамоторной, дом 26/5, в период с 1928-го по 1932-й строились Дангауэровские бани. В 1934 году был построен гараж Госплана по проекту Константина Мельникова в соавторстве с архитектором Владимиром Курочкиным. Здание расположено на Авиамоторной улице, 63. По замыслу архитекторов, здание представляет собой прямоугольное помещение для автомобилей. Главным элементом фасада является огромное круглое окно в виде автомобильной фары, выходящим на Авиамоторную улицу. Фасад четырёхэтажного корпуса мастерских подчёркнут вертикальными каннелюрами. В 1990 году в связи со 100-летием со дня рождения Константина Мельникова гараж Госплана был включён в Список объектов культурного наследия Москвы регионального значения. На 2014 год в здании размещена станция техобслуживания автомобилей Volvo. В ночь на 16 января 2014 года здание горело, разрушения произошли внутри, но фасад остался цел.
В 1950—1970-х годах застройка посёлка велась панельно-сборными домами, что нарушило целостность первоначального ансамбля, решённого в конструктивистском стиле. Жилые здания посёлка строились параллельно друг другу по принципу «строчной застройки», в соответствии с которым торцевая часть домов была обращена к главной улице, а фасады расположены друг напротив друга. Подобная система была широко распространена при застройке в стиле конструктивизма 1930-х годов. Строчная застройка имеет ряд гигиенических преимуществ по сравнению с застройкой закрытыми глухими дворами: обладает хорошей проветриваемостью и оптимальным инсоляционным режимом. Эти здания, построенные в общем стиле из качественного кирпича и оштукатуренные, отличаются друг от друга окнами, балконами, крышами и другими элементами. Дома имеют пять или семь этажей, у многих в более поздние годы снаружи были пристроены лифты. Квартиры преимущественно были трёх- или четырёхкомнатными с общей кухней и туалетом, ванные комнаты отсутствовали. Чаще всего эти квартиры были коммунальными, в которых одновременно проживали от трёх до шести семей.

## Архитектурные потери
- Дом 20Г по шоссе Энтузиастов, построенный последним из четырёх корпусов 20-го дома, был снесён в 2000-е годы. Вместе с корпусами А, Б и В он составлял единый ансамбль 1929 года постройки — «квартал строчной застройки», выходящий торцами на шоссе Энтузиастов. На этом месте разместили спортивную площадку.
- Проходная арка в доме 22/12 по Авиамоторной улице высотой в два этажа и шириной более 10 метров была значительно сужена, для того чтобы создать дополнительные помещения под аренду.
- Та же судьба постигла арку в доме 10 по 2-й Кабельной улице. На сегодняшний день арка снова открыта.
- Киот на фасаде здания 22/12 по Авиамоторной улице магазином «Дикси» превращён в вытяжку (2017 г.).

## Современное состояние

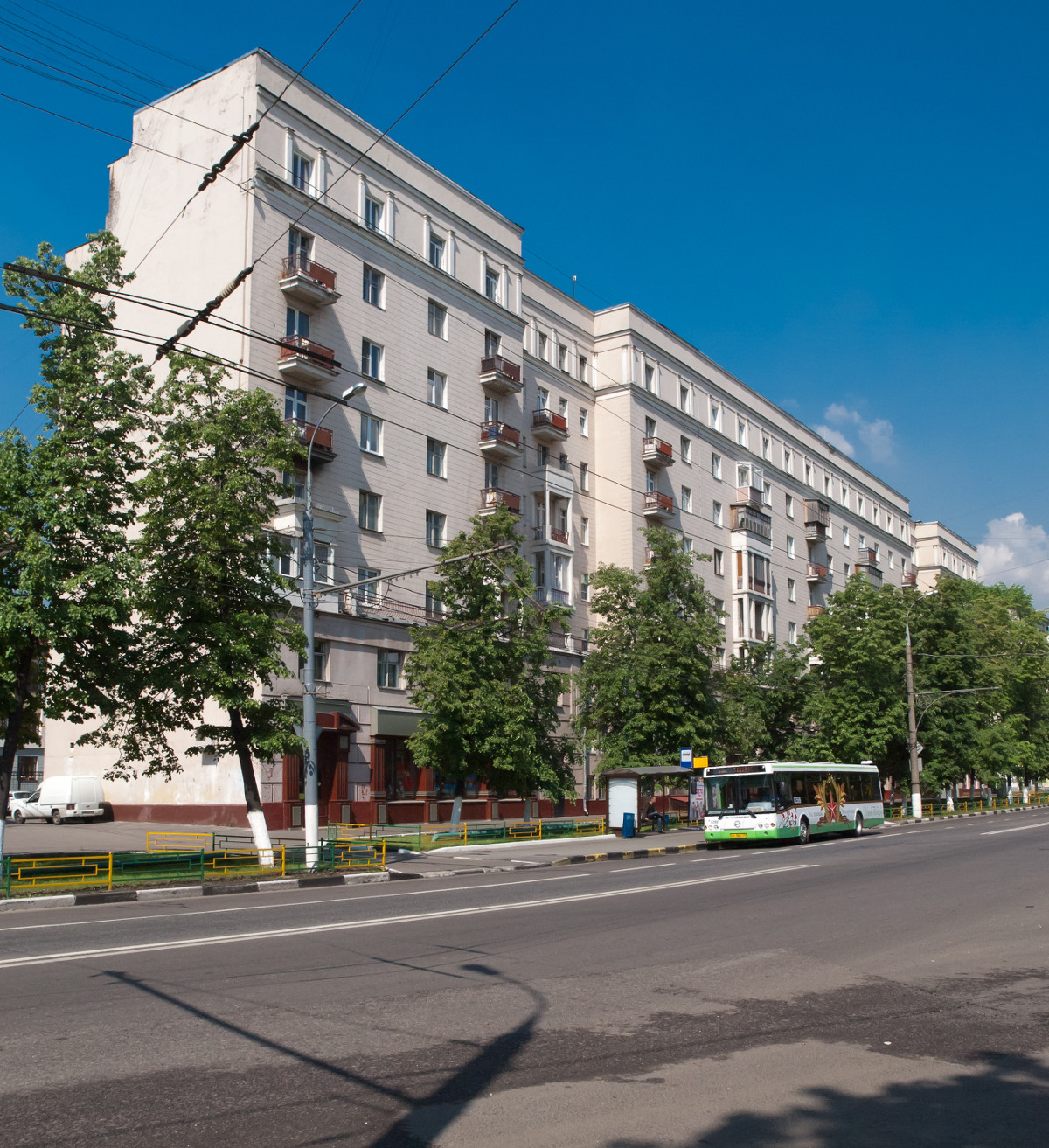
Дом на Авиамоторной улице № 30 (1939 год).

Микрорайон нередко включают в список архитектурных экскурсий, партнёром этих мероприятий выступает даже Фонд содействия сохранению культурного наследия «Русский авангард», созданный Сергеем Гордеевым. Например, с 2009 работает пешеходная экскурсия, а в 2014 году Культурный центр «ЗИЛ» запустил архитектурные велоэкскурсии, включив микрорайон в маршрут.
В 2014 году Департамент Москвы по конкурентной политике выставил на торги дом 3 по улице Пруд-Ключики, который является памятником культуры. Департамент оценил здание в 11 миллионов 536,6 тысячи рублей. В материалах аукционной документации отмечается, что «нежилое помещение обременено по содержанию, сохранению и использованию согласно охранному обязательству собственника объекта культурного наследия».
На 2017 год время микрорайон состоит из 24-х многосекционных домов от трёх до шести этажей в стиле конструктивизма. Дангауэровская слобода в Лефортово — один из главных московских памятников архитектуры в стиле конструктивизма, является выявленным объектом культурного наследия. По перечню Москомнаследия к охраняемым зданиям причислен комплекс из 12 жилых в кварталах № 1914, № 1916, № 1917, № 1918 и № 1919, среди них:
- на улице Авиамоторной дома 49/1 (1928 года постройки, архитекторы Звездин и Шервинский), 22/12 (1934, архитектор Молоков), 26/5 (школа, 1931 года, архитектор Фридман) и 28;
- на 3-й Кабельной улице дома 1 и 2 (жилые дома для американских специалистов 1929 года, архитектора Мотылёва);
- на улице Пруд-Ключики дома 3 и 5;
- на шоссе Энтузиастов дома 18, а также 20А, 20Б, 20В («Квартал строчной застройки»)[23][24][9].

Экспертная оценка Мосгорнаследия подтвердила ценность рабочего посёлка, он не будет подвержен реновации 2017 года, микрорайон сохранят наряду с сорока другими.